# 플레이온리눅스
플레이온리눅스(PlayOnLinux)는 리눅스 사용자들이 윈도우 기반 비디오 게임, 마이크로소프트 오피스 (2000부터 2010), 마이크로소프트 인터넷 익스플로러뿐 아니라 애플 아이튠즈, 사파리와 같은 기타 수많은 응용 프로그램들을 설치할 수 있게 도와주는 와인 소프트웨어 호환성 계층을 위한 그래픽 프론트엔드이다.

## 스크립트 언어
플레이온리눅스는 bash의 고급 기능을 포함하고 있으므로 설치 프로세스를 제어함으로써 커뮤니티가 스크립트를 쉽게 만들 수 있게 하고 있다. 지원되는 프로그램은 각각 이러한 언어로 작성된 스크립트를 저마다 가지고 있다. 이를테면 다음의 단순한 스크립트는 Hello World 메시지가 있는 설치 창을 보여줄 것이다.
```
#!/bin/bash

[
 
"
$PLAYONLINUX
"
 
=
 
""
 
]
 
&&
 
exit
 
0

source
 
"
$PLAYONLINUX
/lib/sources"

POL_SetupWindow_Init

POL_SetupWindow_message
 
"Hello World!"
 
"My first message"

POL_SetupWindow_Close

exit

```

- 플레이온리눅스 Bash 문서

## 같이 보기
- 와인